# Sprugola
La sprugola è una tipologia di risorgiva di acqua dolce che scaturisce sia dal terreno in pianura sia dal mare, tipica del golfo della Spezia. Il termine deriverebbe dal latino speluncula, inteso come voragine, antro, dal quale provengono le acque piovane che ne originano il fenomeno.

## Descrizione

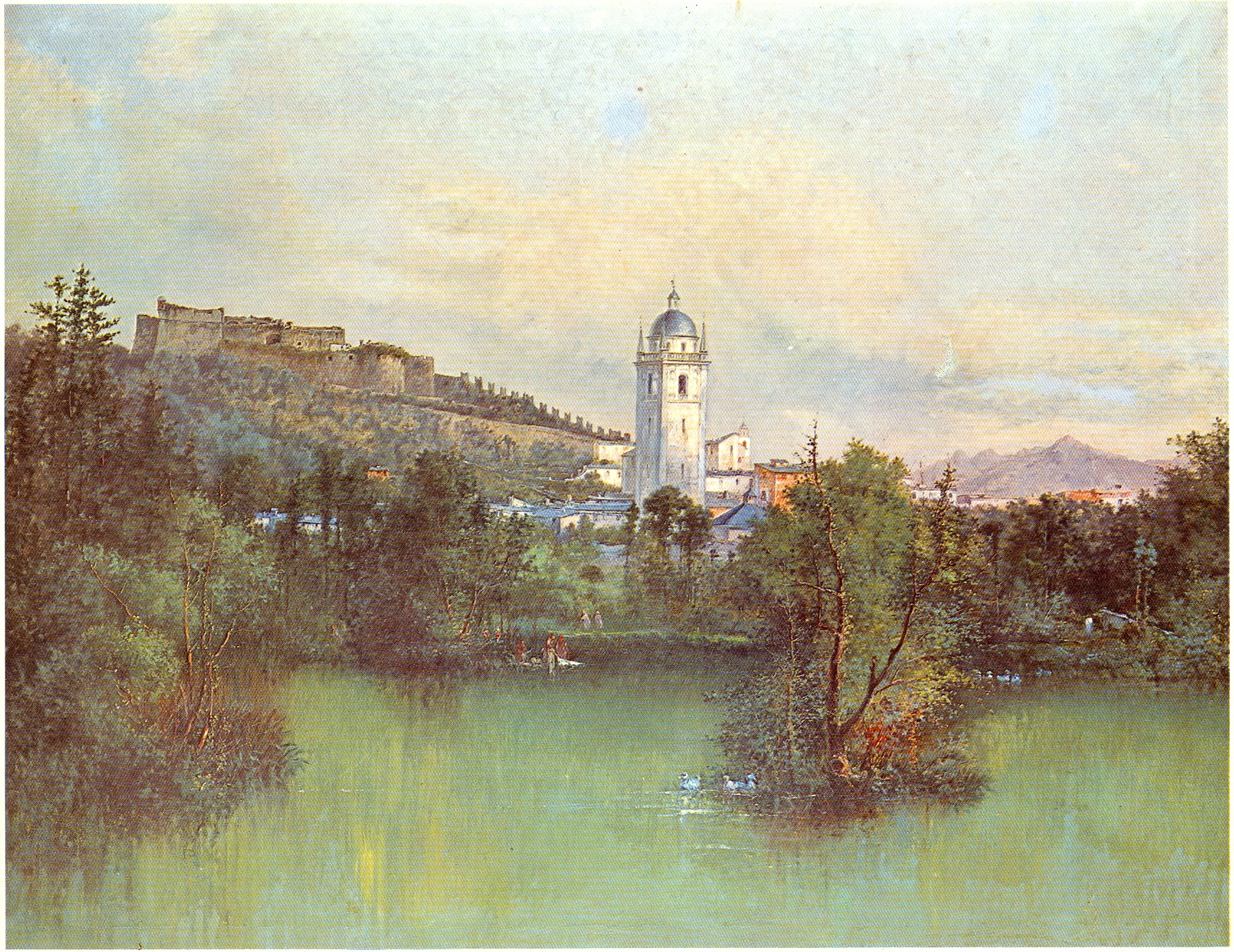
La Spezia, Castello San Giorgio e il campanile di Santa Maria con veduta del lago delle Sprugole, opera di Agostino Fossati

Tale fenomenologia è ricollegabile ad un sistema artesiano collegato ad una rete idrografica sotterranea di origine carsica che determina la creazione di vie di penetrazione verticali in sedimenti di origine continentale ed alluvionale. Superficialmente le sprugole alimentavano alcuni specchi acquei e, quando la pressione della falda aumentava, generavano consistenti getti d'acqua verticali.

## Storia
L’esistenza di questi laghi fu immortalata, nell’800, da alcuni pittori, tra cui Agostino Fossati ed è rintracciabile nei reperti cartografici. Anche il geologo Giovanni Capellini, nella sua carta del 1863, inserì sia la polla di Cadimare che i “laghi” della Sprugola e degli Stagnoni. 

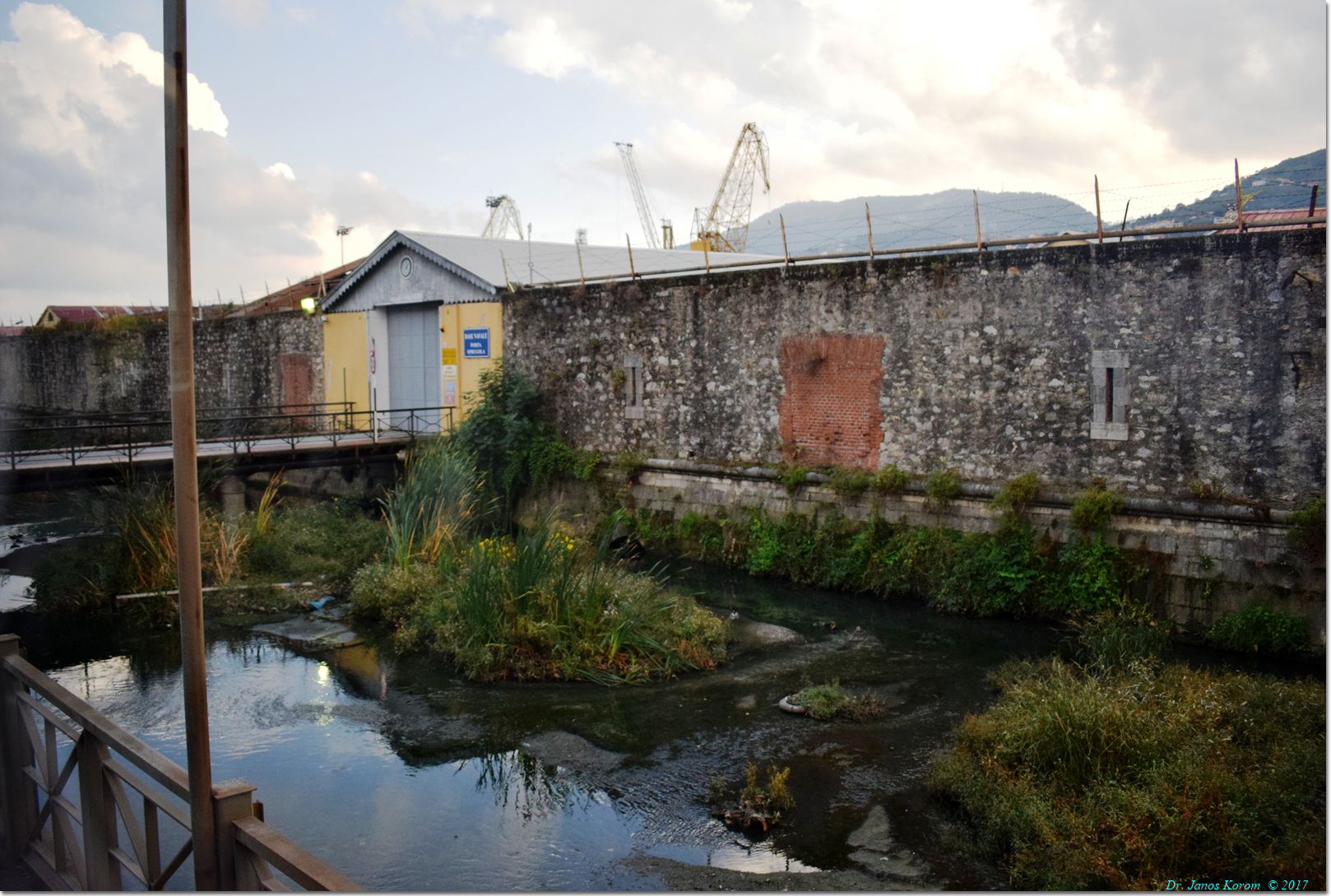
Porta Sprugola, uno degli ingressi dell'Arsenale militare

Nel corso degli anni le Sprugole hanno subito una notevole variazione sia nella forma sia nel tracciato degli emissari.Con la costruzione dell'Arsenale militare marittimo della Spezia tale fenomeno fu irrimediabilmente compromesso.
In corrispondenza di uno dei laghi dove sgorgavano le sprugole, oggi sorge il palazzo della Sprugola. Su una delle sue facciate furono installate, dallo scultore Magli, due bassorilievi di figure, simmetriche, della ninfa Sprugola, con un’anfora da cui versa acqua. I bassorilievi sono accompagnati da due iscrizioni latine, che rievocano la presenza originaria della polla d’acqua: